# Doom Eternal
Doom Eternal est un jeu vidéo de tir à la première personne dans un univers de science-fiction et d'horreur sorti le 20 mars 2020. Le jeu est développé par id Software et édité par Bethesda Softworks. Il est disponible sur Windows, PlayStation 4, Xbox One dès sa sortie le 20 mars 2020. Il sort le 8 décembre 2020 sur Nintendo Switch.
Le jeu est la suite de Doom sorti en 2016, qui est un reboot de la série. Le joueur incarne le Doom Slayer, humain doté d'une force considérable ainsi que d'une armure forgée en Enfer. Le Doom Slayer est renvoyé sur Terre à la suite des événements de Doom pour repousser l’invasion des démons des Enfers. À l'aide d'un arsenal d'armes varié, le joueur est amené à se surpasser dans des combats nerveux, qui requièrent d'être constamment en mouvement, et d'avoir une gestion des munitions et de la vie forçant l'agressivité, forgeant le gameplay dynamique qui fit la réputation de l'opus précédent. Un DLC de campagne autonome, intitulé The Ancient Gods et qui suit les événements de la campagne principale, est sorti en deux épisodes entre octobre 2020 et mars 2021. 
Les musiques du jeu par Mick Gordon sont particulièrement acclamées par la presse et les joueurs. Un successeur, Doom: The Dark Ages, qui sert de préquelle aux événements de Doom (2016) et Doom Eternal, est prévu pour 2025.

## Synopsis
À la suite des événements de Doom, la Terre a été envahie par des forces démoniaques, anéantissant 60% de la population de la planète, avec l'aide de la désormais corrompue Union Aerospace Corporation (UAC). Ce qui reste de l'humanité a fui la Terre ou s'est regroupé dans le cadre de l'Armored Response Coalition (ARC), un mouvement de résistance initialement formé pour arrêter l'invasion, mais qui s'est caché après avoir subi de lourdes pertes. Le Doom Slayer, précédemment envoyé vers un endroit inconnu, revient sur Terre avec un nouvel arsenal d'armes et une forteresse sur un satellite de la Terre contrôlée par l'IA VEGA, pour anéantir les forces démoniaques.

## Système de jeu

### Mécaniques de jeu
Le joueur incarne le Doom Slayer, un ancien guerrier qui combat les forces démoniaques de l'Enfer, en vue à la première personne. Le jeu est dans la lignée de son prédécesseur avec son combat "push-forward", encourageant le joueur à engager agressivement les ennemis afin d'acquérir de la santé, des munitions et de l’armure. Le joueur a accès à diverses armes à feu : le Shotgun, le Super Shotgun, le Canon Lourd, le Lance-roquettes, le Fusil à Plasma et la Baliste, ainsi que deux armes spéciales le BFG 9000 (en) et l’Unmaykr. Le Super Shotgun est désormais équipé d'un Crochet de Boucher, qui agrippe le joueur vers un ennemi, fonctionnant comme un grappin dans les combats, bien qu'il ne puisse s'attacher qu'aux ennemis. Le Slayer est également équipé d’une tronçonneuse qui permet de recharger ses munitions en découpant des démons, du Creuset (la grande épée du Slayer) doté de trois recharges et tuant n’importe quel démon en un coup. L'armure du Doom Slayer est équipée d’un Lanceur, monté sur les épaules avec la capacité de lancer des grenades et des bombes de glace. Il peut mettre le feu aux ennemis en mode Cracheur Ardent, et fera tomber des morceaux d'armure tandis que tuer des ennemis avec la tronçonneuse fera tomber des munitions. L’armure possède aussi une lame de bras rétractable, la Lame du Destin, qui offre la possibilité d'une plus grande variété d'exécutions rapides et violentes, les « Glory Kill », qui libèrent des points de vie supplémentaires. De nouveaux mécanismes de mouvement tels que l'escalade, les barres à partir desquelles se balancer, ainsi que le double saut et la double Ruée (dash) ont également été introduits.
Le directeur créatif Hugo Martin a déclaré qu'il y aurait deux fois plus de types de démons que lors du redémarrage de 2016. Il existe de nouveaux types d'ennemis, tels que le Maraudeur et le Chasseur du Destin, tandis que d'autres, tels que le Doloris, l'Arachnotron et l'Arch-Vile, ont été réintroduits à partir des entrées précédentes du Doom. Un nouveau système appelé "Démons destructibles" est présenté, dans lequel les corps des ennemis sont progressivement détruits et détériorés au combat à mesure qu'ils subissent des dégâts. Grâce à ce système, certaines parties de l'anatomie d'un démon peuvent être détruites pour éliminer leur capacité à utiliser leurs attaques plus fortes, les dégâts sont localisés. Il existe également un nouveau système de vie. Pendant le jeu, les joueurs peuvent collecter des objets 1-UP (qui ressemblent à des casques verts) dispersés dans l'environnement pour gagner des vies. Lorsque le Doom Slayer périt au combat, il réapparaîtra là où il est mort s'il a des vies de rechange, au lieu de redémarrer au point de contrôle le plus proche.
Comme pour l’opus précédent, un menu permet la visualisation de la map, permettant au joueur de se repérer dans ces niveaux très verticaux. Une option d’aide à la visée est présente pour les possesseurs de manettes, option à visée essentiellement des joueurs consoles, car Doom Eternal est comme tout FPS, plus adapté à une expérience avec une configuration clavier/souris. Des tutoriels animés font leur apparitions, ils interrompent l’action au cours du jeu pour expliquer un nouvel élément de gameplay au joueur en le plaçant dans une petite pièce juste pour tester un nouveau pouvoir sur un démon par exemple, cette option est désactivable.
Autre nouveauté du jeu, une zone principale servant de hub, appelée la Forteresse, que les joueurs peuvent visiter entre les missions, contenant des améliorations et des équipements derrière des portes à déverrouiller avec des Batteries Sentinelles à collecter dans les niveaux. Une salle est prévue pour l’entraînement du Slayer, invoquant des vagues de démons. Les combats et la mort dans cette arène est sans conséquences sur les vies ou les munitions. Les joueurs peuvent également déverrouiller une arme bonus cachée, l'Unmaykr, après avoir obtenu les six Clés Empyréennes derrière les six portes du Slayer, des niveaux optionnels intenses avec plus d’ennemis. Les objets comme les albums et les figurines collectées au cours du jeu sont rangés dans la chambre du Slayer et la Forteresse.
Le jeu a un bestiaire de 6 démons « Piétaille », 13 « Massifs », et 5 « Super Massifs», ainsi que plusieurs boss.

### Modes de campagne et difficulté
La campagne propose les niveaux de difficultés Bleusaille (facile), Fais-moi mal (normal), Ultraviolence (difficile) et Cauchemar (très difficile). Le mode « vie supplémentaire » est un mode spécial permettant de jouer à la campagne en commençant avec 3 vies, le joueur n’ayant que ces vies et celles qu’il trouve dans les niveaux, la partie est alors perdue dès que le Slayer n’a plus de vie. Ce mode propose les quatre niveaux de difficulté de la campagne classique. Le mode UltraCauchemar est également disponible, la campagne est verrouillée au niveau Cauchemar et la partie est perdue si le joueur meurt. Un signe marque l’emplacement de la mort du joueur, ce qui n’est pas sans rappeler une mécanique de Dark Souls. Une option est également présente dans les paramètres : Armure Sentinelle. Activé par défaut, et non disponible pour les modes UltraCauchemar et Vie Supplémentaire, cette option propose au joueur une Armure Sentinelle lorsqu’il est mort un certain nombre de fois. Cette armure apporte une énorme résistance aux dégâts. La manière curieuse dont cette option est proposée dans les paramètres et non pas intégrée dans les niveaux de difficultés démontre un manque de confiance sur la maîtrise de la difficulté par le studio.
Un mode « Maître » permet de rejouer certains niveaux du jeu remaniés, avec notamment beaucoup plus d’ennemis, ce mode peut être joué à n’importe quel niveau de difficulté parmi les quatre.
Il est possible de rejouer aux niveaux terminés via un terminal dans la Forteresse du Slayer, cela permet aussi d’activer des « codes de triches » qui doivent être trouvés dans les niveaux au préalable. On trouve les classiques du genre : vies infinies, munitions infinies, un mode qui débloque toutes les armes avec leurs modules et améliorations, toutes les runes, toutes les aptitudes passives de l’armure Praetor, mais encore le mode étourdissement instantané, le mode balle d’argent qui tue après deux balles, mode surcharge infini, mode assaut infini, mode Berserk infini et aussi le mode famine qui empêchent les démons de lâcher de la santé quand ils meurent, et le mode fiesta qui lâche des confettis lors de l’explosion des démons, et enfin le mode Quakecon, qui ajoute un public à la bande-son qui acclame le joueur dans ses actions. L’activation d’un code de triche désactive l’accès aux portes du Slayer présentes dans certains niveaux.

### DoometDoom II
Le PC de la chambre du Slayer dans la Forteresse permet de jouer à Doom (1993) et Doom II (1994) dans leur intégralité. Pour le premier il faudra trouver les quatorze disquettes de triche du jeu cachée dans les niveaux de Doom Eternal, et pour le second il faudra saisir le mot de passe « Flynn Taggart » sans espace, l’un des noms du Doomguy, sûrement son prénom et nom de famille.

### Multijoueur
Doom Eternal propose à sa sortie uniquement un mode multijoueur asymétrique permettant l'affrontement de 3 joueurs, le Battlemode. Un joueur incarne le Doom Slayer contre deux autres joueurs incarnant des démons parmi les 5 différents disponibles. Les parties se déroulent en 3 manches, elles se dénouent lorsque le Slayer tue les deux autres joueurs ou lorsque le Slayer est tué. Les démons peuvent ressusciter au bout d’un certain temps, tant que l’autre démon n’est pas tué. Les cinq démons initialement disponibles sont le Maraudeur, Mancubus, Doloris, Revenant et Arch-Vile. En plus de ses attaques spécifiques, chaque démon, ainsi que le Slayer, ont une roue d’aptitude à chaque début de manche, qui contient une sélection de six capacités supplémentaires.
Un mode supplémentaire, appelé "Invasion", est également en préparation et devrait être publié sous la forme d'une mise à jour gratuite après le lancement. Dans ce mode, les joueurs pourront rejoindre les campagnes solo des autres, en se battant contre eux en tant que démons. Ce mode peut être désactivé par les joueurs qui souhaitent jouer au jeu en solo. Bethesda n'a toujours communiqué aucune date de sortie.

## Trame

### Histoire
En 2163, quatorze ans après les événements de Doom, la Terre a été envahie par des forces démoniaques, anéantissant 60% de la population de la planète, avec l'aide de la désormais corrompue Union Aerospace Corporation (UAC). Ce qui reste de l'humanité a fui la Terre ou s'est regroupé dans le cadre de l'Armored Response Coalition (ARC), un mouvement de résistance initialement formé pour arrêter l'invasion, mais qui s'est réfugié après avoir subi de lourdes pertes. Le Doom Slayer, précédemment envoyé vers un endroit inconnu, revient sur Terre avec un nouvel arsenal d'armes dans une Forteresse de la Destruction sur un satellite de la Terre contrôlée par l'IA VEGA, pour anéantir les forces démoniaques en tuant les 3 Prêtres des Enfers; Deag’s Nilox, Ranak et Grav. Les prêtres servent un être angélique connu sous le nom de Khan Maykr et qui cherche à sacrifier l'humanité pour sauver son propre monde. Le Slayer se téléporte dans les ruines de New York et arrache la tête de Deag Nilox, mais la Khan Maykr téléporte les deux prêtres restants vers des endroits inconnus, forçant le Slayer à poursuivre ses recherches.
Après avoir récupéré le Localisateur Céleste du monde des Sentinelle d'Exultia, le Slayer se rend en Enfer pour récupérer une source d'énergie d'une Sentinelle déchue nommée le Traître. Il avertit le Slayer que la fin de l'humanité est venue, puis lui donne la source d'énergie et un poignard pour détruire le cœur de l'Icône du pêché. VEGA dirige le Slayer vers une citadelle de l'Arctique où Deag Ranak s'est réfugié; le Slayer récupère son Super Shotgun et bat les gardiens du prêtre, les Doom Hunter, avant de le décapiter.
En réponse à la mort de Deag Ranak, la Khan Maykr déplace Deag Grav vers un endroit sûr et accélère l'invasion de la Terre. Obligé de changer de tactique, le Slayer détruit le Super Nid à Gore en Europe centrale, où l'invasion a commencé. Après avoir détruit le nid, VEGA suggère de retrouver Samuel Hayden, qui connaît l'emplacement de Deag Grav. Le Slayer se rend dans un complexe où il récupère le châssis du robot de Hayden ainsi que le Creuset avant d'affronter un Maraudeur, une sentinelle démoniaque envoyée pour arrêter le Slayer.
Après avoir téléchargé l'esprit de Hayden dans la Forteresse, celui-ci révèle que Deag Grav se cache sur Sentinel Prime. Le seul portail de Sentinel Prime se situant dans l'ancienne ville de Hebeth au cœur de Mars, le Slayer se rend alors dans une installation sur Phobos, où il utilise le BFG 10000 pour tirer un énorme trou sur Mars pour se frayer un chemin avec les débris jusqu’à Hebeth. Après avoir atteint le portail de Sentinel Prime, le Slayer découvre que Deag Grav se cache dans une arène de gladiateurs. Le Slayer tue le gardien de Deag Grav, le Gladiateur, le dernier prêtre infernal avertit le Slayer que s'il le tue sur les terres des Sentinelles, il en sera exclu. Imperturbable, le Slayer tire dans la tête de Deag Grav et se téléporte à la Forteresse.
Malgré l'arrêt de l'invasion de la Terre par les démons, la Forteresse du Slayer est désactivée à distance par la Khan Maykr, qui décide de ressusciter le démon-Titan super-prédateur et mangeur de mondes, l'Icône du Péché, pour anéantir la race humaine et la Terre. Cependant, le Slayer utilise l'énergie Argent latente du Creuset Démoniaque pour réactiver la Forteresse et se rendre à Argent d'Nur pour retrouver son propre Creuset du temps où il était dans les Sentinelles. Davantage d’éléments du passé du Slayer sont alors révélés. Pendant l'invasion du monde des Sentinelles par l'Enfer, un serviteur rebelle de la Khan Maykr a donné au Doomguy des capacités supérieures, le transformant en Doom Slayer grâce à la Machine Divine. Hayden explique au Slayer que la Khan Maykr a formé une alliance avec l'Enfer pour produire de l'énergie Argent, qui est créée par le sacrifice de masse des âmes humaines. En échange d'avoir fourni des mondes à consumer pour l'Enfer, les Maykrs reçoivent une part de l'énergie Argent produite par l'Enfer qui permet à leur propre dimension, Urdak, de survivre.
Avec l'Icône du Péché sur Urdak, Hayden dirige le Slayer à travers la gigantesque citadelle de l'Enfer, Nekravol, jusqu'à ce qu'il trouve un portail menant à la dimension des Maykr. Il trouve ensuite la Khan Maykr et arrête la cérémonie en utilisant le poignard du Traître pour détruire le Cœur qui aurait permis à la Khan Maykr de contrôler l'Icône du Péché. Libérée du contrôle des Maykr, l'Icône du Péché se réveille de son état dormant et parvient à se téléporter sur Terre. Le réveil de l'Icône du Péché rompt également l'alliance entre Khan Maykr et l'Enfer, le Sceau d'Urdak, permettant aux démons d'envahir Urdak. La Khan Maykr s’oppose au Slayer, déclarant qu'Urdak doit détruire la Terre pour survivre. Ils se confrontent et le Slayer parvient à tuer la Khan Maykr avant de prendre un portail vers la Terre pour affronter l'Icône du Péché avant que celui ci n'absorbe la Terre. Après une intense bataille à travers les gratte-ciel de la ville, le Slayer tue l'Icône du Péché en le transperçant dans la tête avec son Creuset, garantissant sa mort et mettant fin à l'invasion de la Terre par l'Enfer.

### Univers
Doom Eternal se déroule dans un univers futuriste (le jeu prend place en 2150), sur la Terre, ravagée par les démons, dans le monde des Sentinelles de la civilisation disparue Argent, en Enfer et à Urdak. Urdak est le monde des Maykr, opposé à l’Enfer, et qui est associé au Paradis. Les Maykr étaient autrefois alliés aux Sentinelles pour combattre les Enfers, mais ils les trahirent pour sacrifier leurs âmes en échange d’énergie. Le monde d’Urdak vit en équilibre grâce à l’énergie Argent, si bien qu’il passe un accord avec les Enfers pour en obtenir en échange de nouveaux mondes, et surtout de nouvelles âmes, combustible pour la production de l’énergie Argent. Dans les événements de Doom Eternal, les Maykr et notamment la Khan Maykr collaborent avec les démons pour envahir la Terre et sacrifier les âmes des humains dans les Enfers.

### Personnages

#### Doom Slayer
Le Doom Slayer est un humain mystérieux d’origine inconnue, doté d'une force considérable ainsi que d'une armure impénétrable forgée en Enfer: le Praetor Suit. Il est la seule chose qui terrifie les démons des Enfers. Bien qu’il soit considéré comme un étranger, il avait intégré les Sentinelles, un ordre de combattants d’une ancienne civilisation, Argent D’Nur, jusqu’à ce que la civilisation ne disparaisse envahie par les Enfers, avec la complicité des Maykr, qui trahirent le peuple Argent. Il fut piégé par les prêtres des enfers, qui l’enfermèrent dans un sarcophage pendant une période inconnue. Le Slayer est libéré au début de Doom, opus précédant Doom Eternal, avec une rage sans précédent.

#### Prêtres des Enfers: les Deags
Deag Nilox, Deag Ranak et Deag Grav sont les 3 prêtres des Enfers, anciens prêtres des Sentinelles, corrompus et sous les ordres de la Khan Maykr que le Slayer va tuer un à un.

#### Khan Maykr
Tous les 10 000 ans, la conscience collective des Maykr, appelée Singularité, enfante la Khan Maykr, un être suprême destiné à gouverner Urdak. À la suite de la mort du Père, le créateur de l'Univers, la Singularité n'a plus lieu et la Khan Maykr du jeu ne sera jamais remplacé, lui donnant encore plus de pouvoir.
Elle trahit le peuple Argent et le corrompt pour le sacrifier dans le but d’obtenir encore plus d’énergie pour son monde. C’est l’ennemi principal du jeu.

#### Armored Response Coalition(ARC): La résistance
À la suite de l’effondrement total de la civilisation mondiale après l’invasion démoniaque sur Terre, les nations et frontières cessèrent d’exister, les forces politiques et militaires restantes se regroupant sous les Nations Alliés, ils fondent alors l'Armored Response Coalition (ARC) dirigé par le Dr. Samuel Hayden. Les résistants de l'ARC interviennent via des messages vocaux interceptés dans la Forteresse du Doom Slayer. Ils interviennent tout au long du jeu, commentant l'invasion en appelant à l'aide désespérément, puis observant progressivement l'anéantissement des démons par le Doom Slayer.

#### Samuel Hayden
Personnage mystérieux anciennement haut-placé dans la station sur Mars, il est l'un des protagonistes du précédent Doom. Hayden fut autrefois un humain qui a été diagnostiqué avec un cancer du cerveau gauche incurable avec plus que quelques mois à vivre. Hayden a cependant évité sa mort en transférant des parties de son cerveau dans un robot d'une hauteur de trois mètres. Il n'approuve pas certaines actions du Slayer mais lui porte son aide jusqu’à obtenir le Creuset Démoniaque, il trahit alors le Slayer et le renvoie en Enfer, ce qui clôt le Doom de 2016. Après la disparition de l'énergie Argent sur Terre à cause du Slayer, Hayden revient sur Terre avec le Creuset Démoniaque, seule source restante de cette précieuse énergie, il devient alors dirigeant de l'ARC. Hayden est un acteur indispensable qui dirige et coordonne l'ARC dans sa résistance face aux Démons de l'Enfer. Dans Doom Eternal, le Slayer récupère Hayden dans un piteux état, le bas du corps et un bras arrachés. Il l’aide alors dans son ultime combat en lui informant de la position du dernier Prêtre des Enfers.

#### VEGA
VEGA est une super intelligence artificielle avec une voix masculine, conçue par le docteur Hayden sur Mars lorsqu'il était à la tête de l'UAC. Elle aide le Slayer à accomplir ses objectifs durant tout le long de l'histoire et lui fournit l’interface de navigation.

## Développement

### Doom Eternal
Doom Eternal est à l'origine développé pour Windows, PlayStation 4 et Xbox One par id Software. Celui-ci est un studio américain fondé en 1991 et connu principalement pour être le créateur des séries de jeu de tir Doom (1993) et Quake (1996),. Le studio est racheté en 2009 par le groupe ZeniMax Media, lequel détient également Bethesda Softworks. Ce dernier est l'éditeur de Doom Eternal. En 2016, id Software lance le premier reboot d'une nouvelle trilogie sur la série Doom ; puis, le studio commence le développement de sa suite : Doom Eternal.
Le jeu tourne sur le moteur de jeu id Tech 7, spécialement conçu par id Software.
En juin 2018, le jeu est annoncé à la presse spécialisée par un court teaser lors de l'E3,,. Puis, en juillet, une vidéo de son gameplay est présenté au cours de la QuakeCon qui est une convention organisé par id Software,. À l'occasion de cet événement, le studio annonce une version du jeu sur Nintendo Switch,.
Le jeu est sorti le 20 mars 2020,. La première version publiée par Bethesda comprenait un exécutable permettant de contourner la protection numérique (DRM) du jeu. Malgré un correctif supprimant cet exécutable rapidement déployé, cela a favorisé l'apparition de versions de contrefaçon sur internet juste après sa sortie.

### The Ancient Gods - Épisode 1
Le 20 octobre 2020, un DLC de campagne autonome, intitulé The Ancient Gods - Épisode 1, a été publié. Cette campagne poursuit les événements de la campagne principale et met en scène la tentative du Doom Slayer de libérer Urdak de l'invasion démoniaque et de détruire le Seigneur Noir pour mettre un terme aux conquêtes de l'Enfer,. Il est révélé que Samuel Hayden s'avère être en fait Samur Maykr, un Séraphin et bras droit du Père, le créateur de l'univers et dirigeant d'Urdak. On apprend alors que c'est lui qui a conféré les pouvoirs du Slayer sur Argent D'Nur.

### The Ancient Gods - Épisode 2
Le 18 mars 2021 est publié le deuxième DLC de campagne autonome, intitulé The Ancient Gods - Épisode 2. Cette campagne poursuit les événements de la campagne The Ancient Gods - Épisode 1, au terme de laquelle il s'avérait que le Seigneur Noir de l'Enfer n'était autre que l'équivalent infernal du Doom Slayer. Ayant échoué à tuer le Seigneur Noir, le Doom Slayer part le rejoindre dans la ville d'Immora, située au plus profond de l'Enfer. Pour cela, il devra retrouver le Portail Divum sur une Terre qui se remet lentement de l'invasion des démons alors que l'Armored Response Coalition traque les dernières poches de résistance démoniaques.

## Bande-son
Les musiques de Doom Eternal sont composées par Mick Gordon, lequel était déjà le compositeur pour le reboot de 2016.
La bande-son de Doom Eternal est disponible pour les possesseurs de l'édition collector le 18 avril 2020. Des critiques s’élèvent sur le mixage de la bande-son, le compositeur Mick Gordon déclara n’avoir pas été maître sur toute sa réalisation, il s’ensuit une polémique,,.
La bande-son des DLC est assuré par Andrew Hulshult et David Levy car Mick Gordon a quitté le studio à la suite du conflit sur le mixage de la bande-son de la campagne principale de Doom Eternal.

## Accueil

### Critique
Doom Eternal a reçu une « reconnaissance universelle » pour la version Windows et des critiques « généralement favorables » pour les versions PlayStation 4 et Xbox One, selon l'agrégateur de critiques Metacritic. Les critiques font l'éloge de la campagne, des graphismes, de la conception des niveaux, du combat et des améliorations par rapport à son prédécesseur, tandis que certains n'aimaient pas l'accent accru du jeu sur la narration et le lore.

### Ventes
Le jeu comptait 100 000 utilisateurs simultanés sur Steam le jour du lancement, soit plus de deux fois plus que lors de la sortie de Doom en 2016. Il aurait rapporté près de 450 millions de dollars à Bethesda et id Software dans ses neuf premiers mois d'exploitation.

### Récompenses
Doom Eternal remporte les prix du meilleur jeu d'action et du meilleur jeu PC aux Game Critics Awards 2019.
Il remporte le prix du meilleur design audio aux SXSW Gaming Awards 2021.